# アクアトピア
- ディズニーパーク > 東京ディズニーリゾート > 東京ディズニーシー
  - ポートディスカバリー > アクアトピア
  - 東京ディズニーシーのアトラクションの一覧 > アクアトピア

アクアトピア(Aquatopia)は、東京ディズニーシーのアトラクションの一つ。ポートディスカバリーにある。

アクアトピアのロゴ

## 概要
| アクアトピア Aquatopia | アクアトピア Aquatopia | アクアトピア Aquatopia                            | アクアトピア Aquatopia                            |
| ---------------------- | ---------------------- | ------------------------------------------------- | ------------------------------------------------- |
| オープン日             | オープン日             | 2001年9月4日 (東京ディズニーシーと同時にオープン) | 2001年9月4日 (東京ディズニーシーと同時にオープン) |
| スポンサー             | スポンサー             | なし                                              | なし                                              |
| 所要時間               | 所要時間               | 約2分30秒                                         | 約2分30秒                                         |
| 定員                   | 定員                   | 3名/1ビークル（ヴィークル数50台）                 | 3名/1ビークル（ヴィークル数50台）                 |
| 利用制限               |                        | 補助なしで座れることが必要                        | 補助なしで座れることが必要                        |
| ファストパス           | ファストパス           |                                                   | 対象外                                            |
| シングルライダー       | シングルライダー       |                                                   | 対象外                                            |

このアトラクションは3人乗りのビークル(兼松エレクトロニクス製)に乗り、水が張り巡らされたコースを進むライド式のアトラクション。
地面にレールはなく、コンピュータ制御で前進、後退、旋回などランダムに進む。このシステムは、東京ディズニーランドの「プーさんのハニーハント」と同じようなシステムである。
ビークル上部に取り付けられた回転するレーザーヘッドが、各所に設置された反射板を検出し、GPSと同様の原理で自分の位置を認識、指定されたコースを進んで行く。
ただし、「プーさんのハニーハント」と異なり屋外に設置されており、さらに地面には水が張り巡らされている。そのため、「プーさんのハニーハント」では体験できない爽快感が体験できる。特に、夜は青や紫色のライトアップにより、昼間とは違った雰囲気が楽しめる。また、水が張り巡らされていることにより、各所に渦や噴水などが存在する。
また、コースが「パーク側コース」と「海側コース」があり、並ぶ際にどちらかに分かれて並ぶ事になる。海側コースの方が爽快感があるとされ人気がある為、基本的にそちらの方の待ち列が混んでいる。
因みに、普段ウォータービークルは、ホライズンベイ・レストランの隣の格納庫に収納されている。
建物にはヴィクトリア朝のデザインが取り入れられている。

### 利用制限
アクアトピアの動きに対して一人で体を支えることの出来ない子どもの利用はできないほか、次のような制限もある。
- 7歳未満の子供が利用する際には、16歳以上の大人の同乗が必要。
- 乗車中のビデオ、カメラ、携帯電話などによる撮影は行えない。
- 乗車中には、雨傘、日傘を使用できない。

## ストーリー
ここは新しい航海システムの開発のための研究施設。ストームライダー計画成功のフェスティバルを記念し、特別にゲストに施設を公開している。研究用に設けられた間欠泉や滝などには、コントロールタワーが水上ヴィークル後方に設置されたアンテナに反応し自動的に回避する。

## びしょ濡れコース / びしょ濡れバージョン
2005年7月21日から期間限定でパーク側コースに「びしょ濡れコース」なるものが登場した。これは、びしょ濡れコース側のエリアに乗ると水がかかるというもので、真夏の炎天下では好評なプログラムだった。
この「びしょ濡れコース」は、2006年も7月1日〜9月24日まで行われたが、9月のはじめごろから気温が低くなり涼しい気候になったため、9月はじめには既に行われなくなった。
2007年も7月20日から行われ、当初は8月31日までの予定だったが好評であったため、9月2日まで延長された。
2012年からはパーク側・海側の両コース共に濡れるようになった為、「びしょ濡れバージョン」となっている。
実施期間

- 2005年7月21日-9月初旬
- 2006年7月1日-9月24日
- 2007年7月20日-9月2日
- 2008年7月8日-9月11日
- 2012年7月9日-8月31日
- 2013年7月8日-9月23日 - 当初は9月2日までの実施だったが、海側コースのみ延長された。
- 2016年7月9日-8月31日
- 2017年7月11日-8月31日
- 2018年
- 2019年7月1日-9月30日